# Filippo di Antonio Filippelli

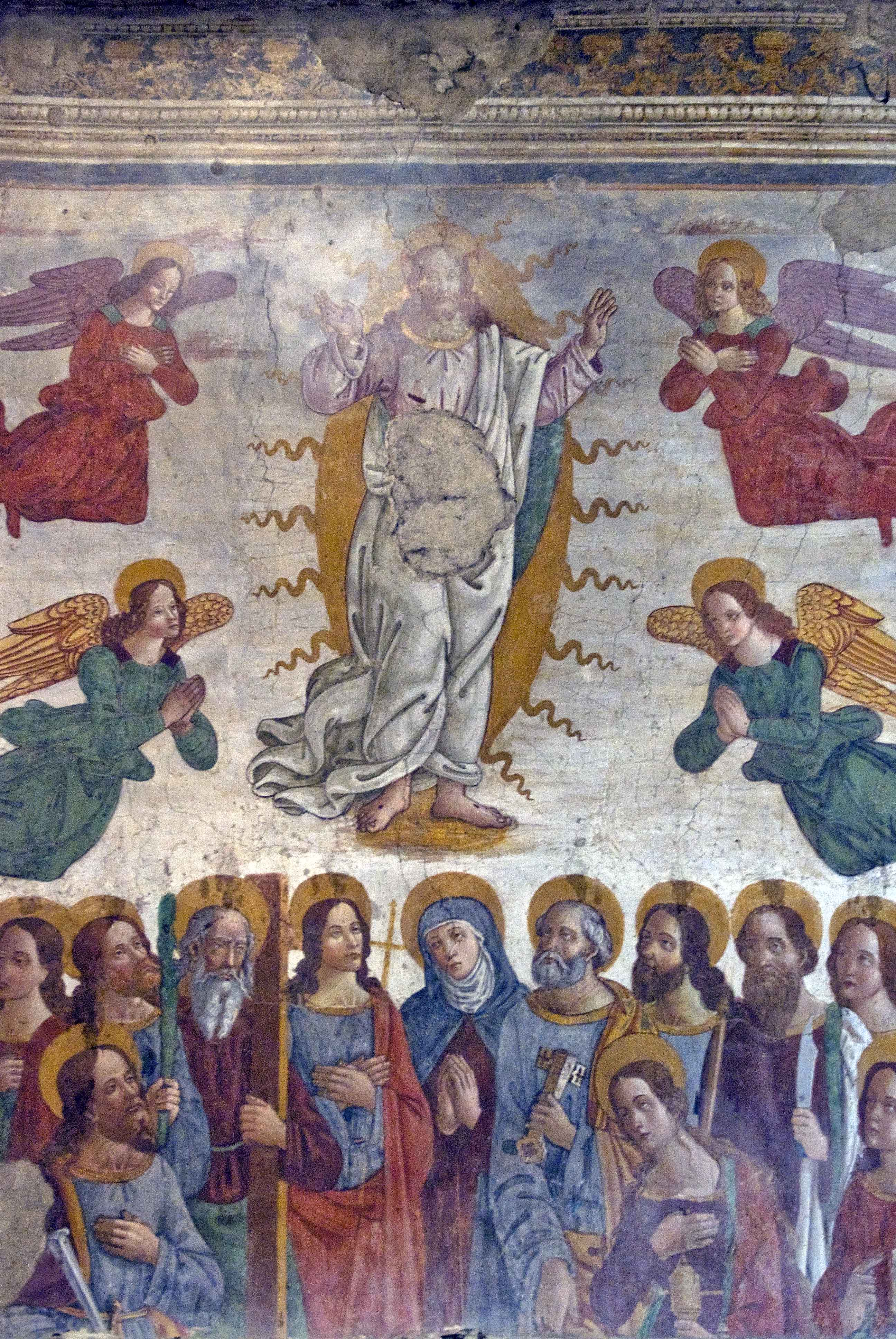
Ascensione, chiesa di Santa Maria a Marcialla

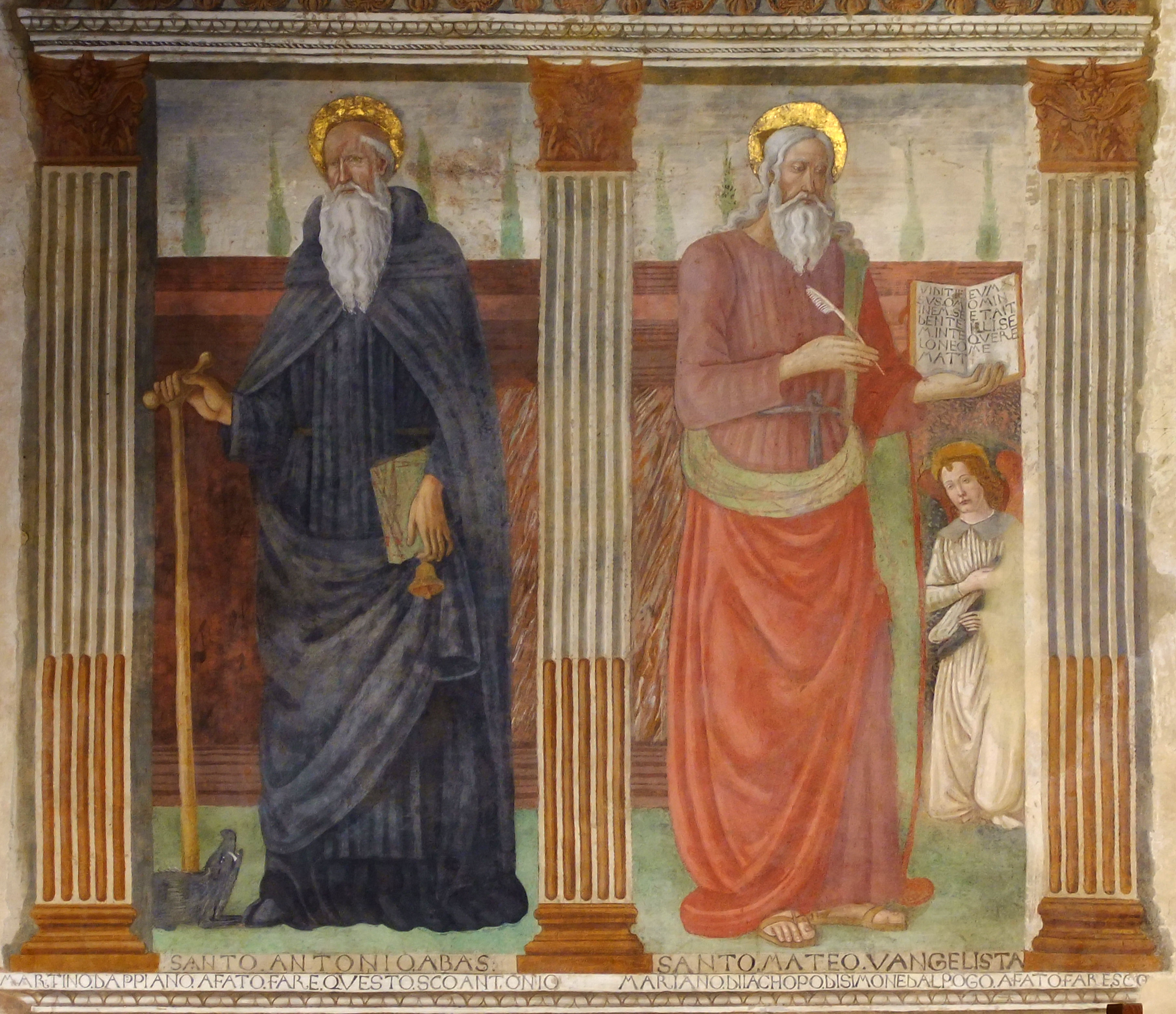
I Santi Antonio Abate e Matteo Evangelista affresco nella chiesa di pieve di Sant'Appiano

Filippo di Antonio Filippelli (Badia a Passignano, 1460 – 1506) è stato un pittore italiano, attivo in Toscana.

## Biografia
Nato, probabilmente, nel borgo sottostante la Badia a Passignano, venne mandato dagli stessi monaci vallombrosani a bottega da Domenico Ghirlandaio. Stilisticamente riferibile all'ambito del suo maestro, lavorò prevalentemente nel territorio chiantigiano.

## Opere
Alcune sue opere sono visibili nelle seguenti località:
- Storie della vita di San Benedetto, affreschi posti nell'abbazia di San Michele Arcangelo a Passignano;
- Ascensione, affresco posto nella chiesa di Santa Maria a Marcialla;
- Madonna col Bambino, tavola custodita nella chiesa di Sant'Andrea a Papaiano, Poggibonsi;
- Madonna col Bambino e i santi Antonio Abate e Lucia, affresco proveniente dalla pieve di Coeli-Aula, ora conservato nel Museo d'arte sacra di Montespertoli
- San Pietro martire, affresco posto nella pieve di Sant'Appiano;
- Martirio di san Sebastiano attorniato dai confratelli incappucciati della Compagnia, affresco realizzato insieme a Bernardo Rosselli datato 1484 e posto nella pieve di Sant'Appiano;
- Santi Antonio Abate e Matteo evangelista,  affresco posto nella pieve di Sant'Appiano.